# Jadwiga Wajsówna
Jadwiga Maria Wajsówna, po mężu Grętkiewiczowa, a następnie Marcinkiewiczowa (ur. 30 stycznia 1912 w Pabianicach, zm. 1 lutego 1990 tamże) – polska lekkoatletka, medalistka olimpijska.

## Życiorys

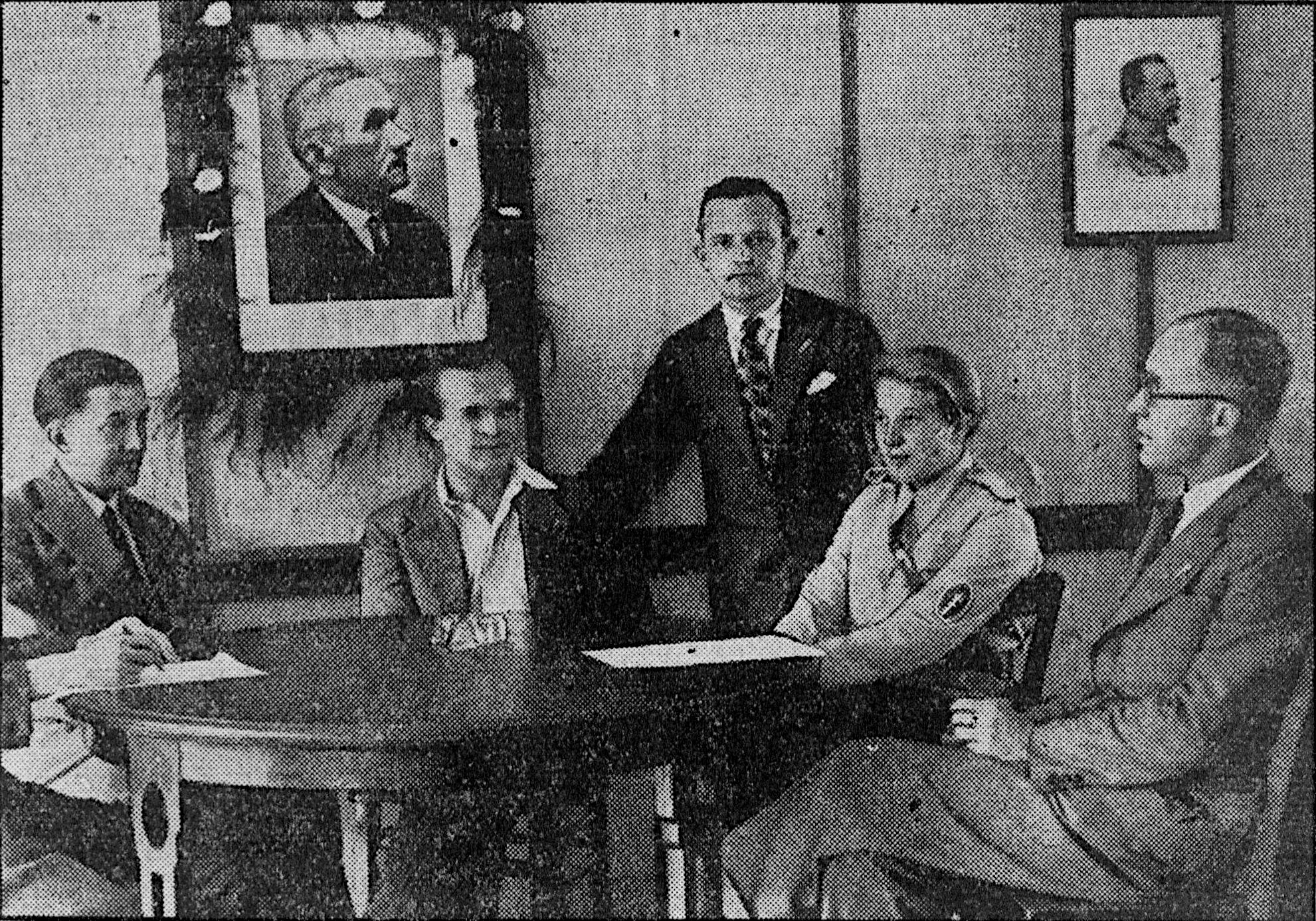
Jadwiga Wajsówna w mundurze organizacyjnym wśród działaczy Ruchu Młodych Obozu Wielkiej Polski w Poznaniu (1934)

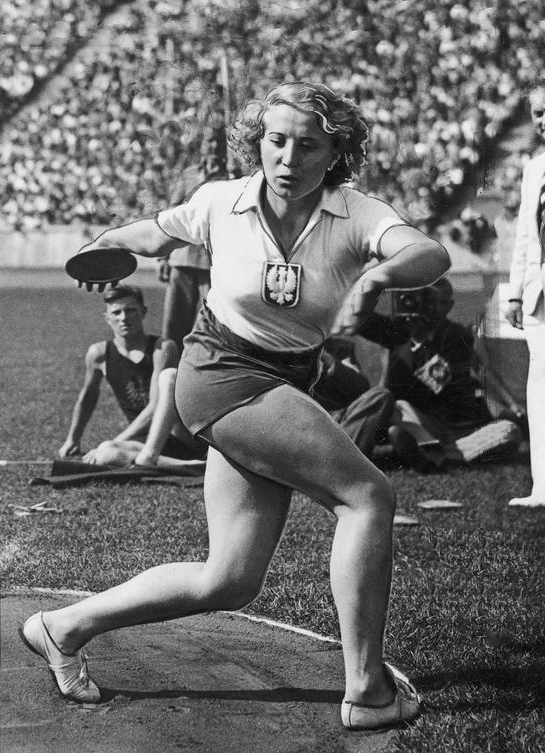
Jadwiga Wajsówna podczas zawodów w Berlinie, 1936

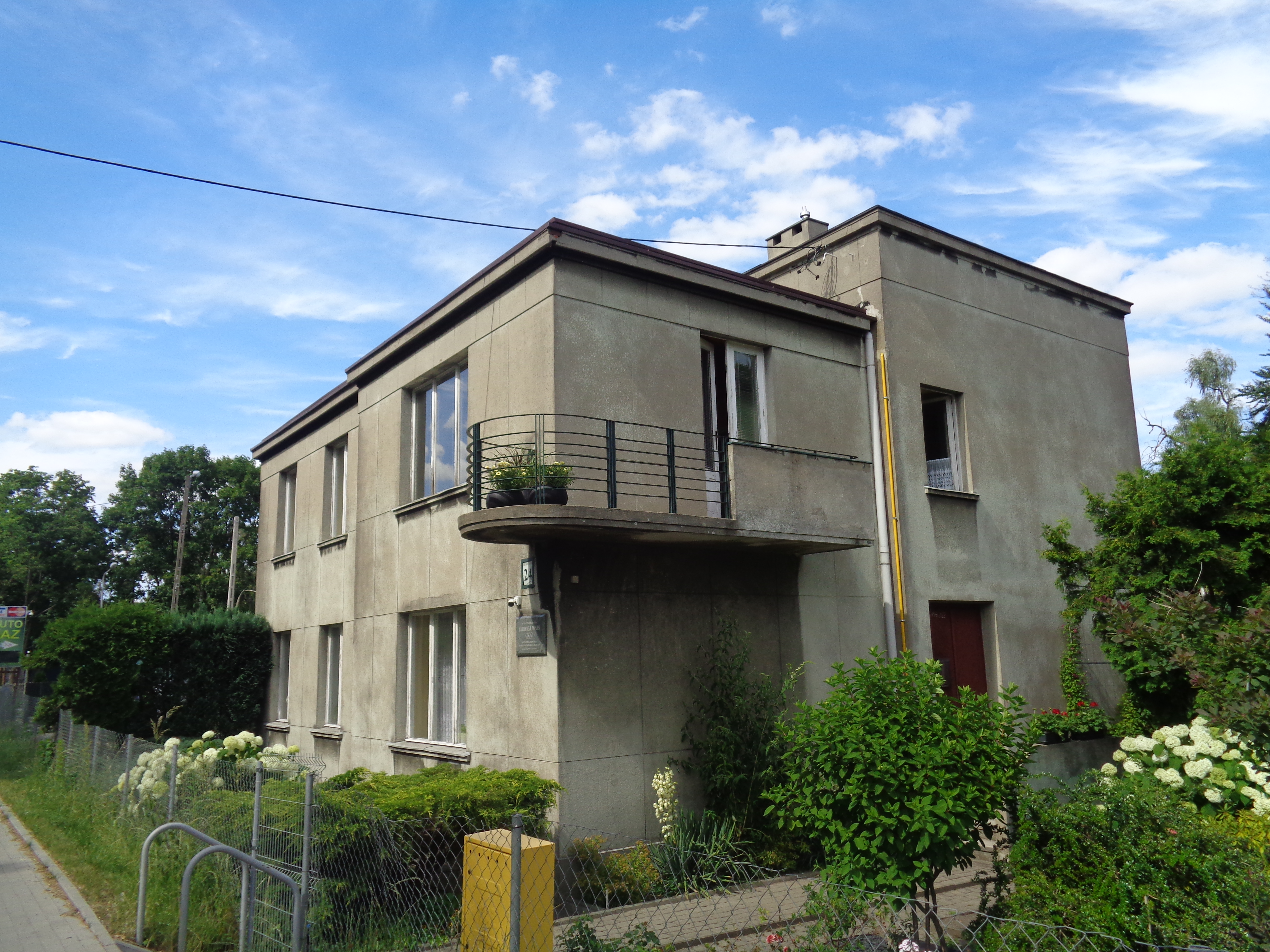
Dom Jadwigi Wajsówny w Pabianicach przy ul. Kilińskiego 24

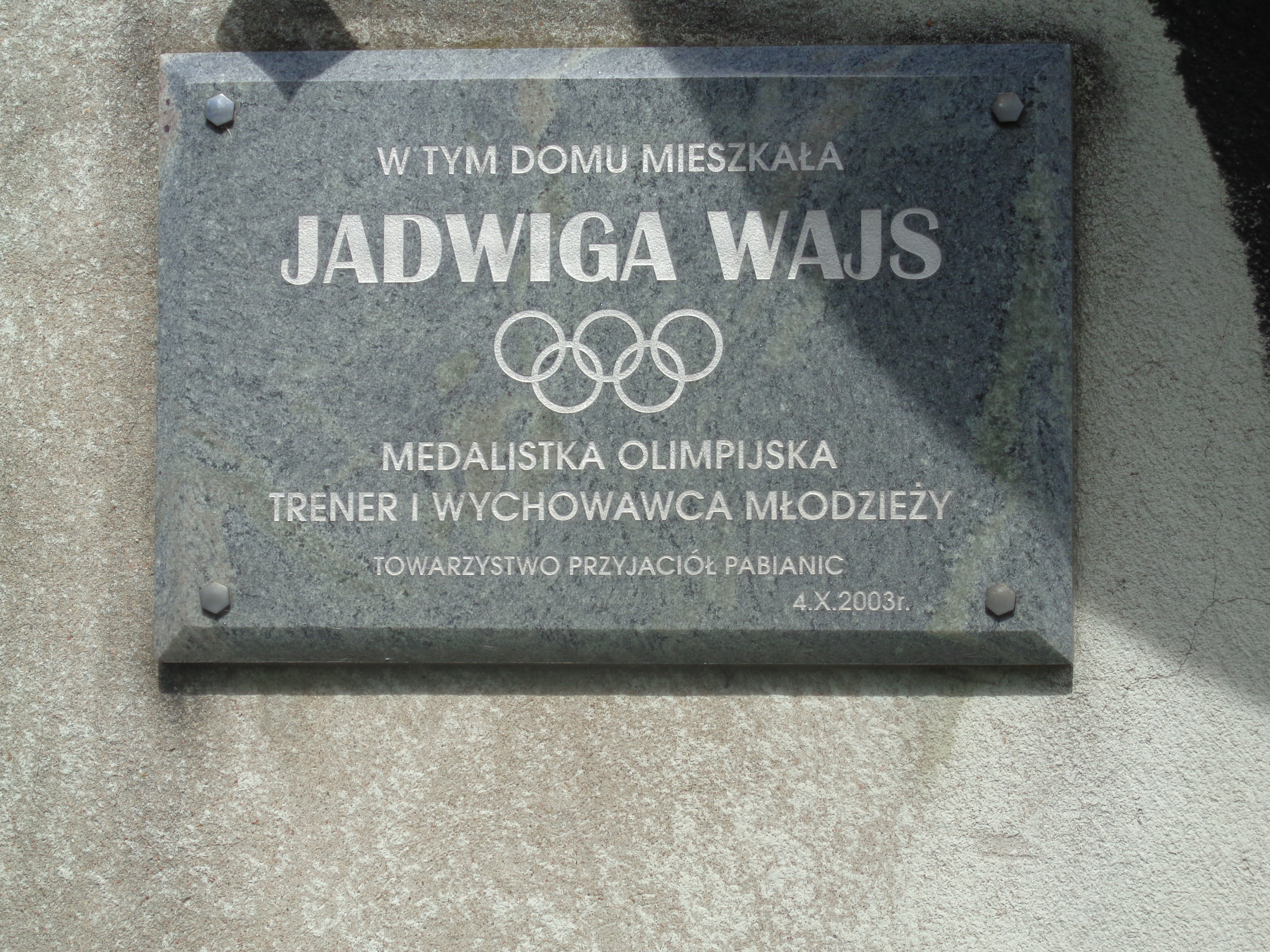
Tablica na domu Jadwigi Wajsówny przy ul. Kilińskiego 24 w Pabianicach

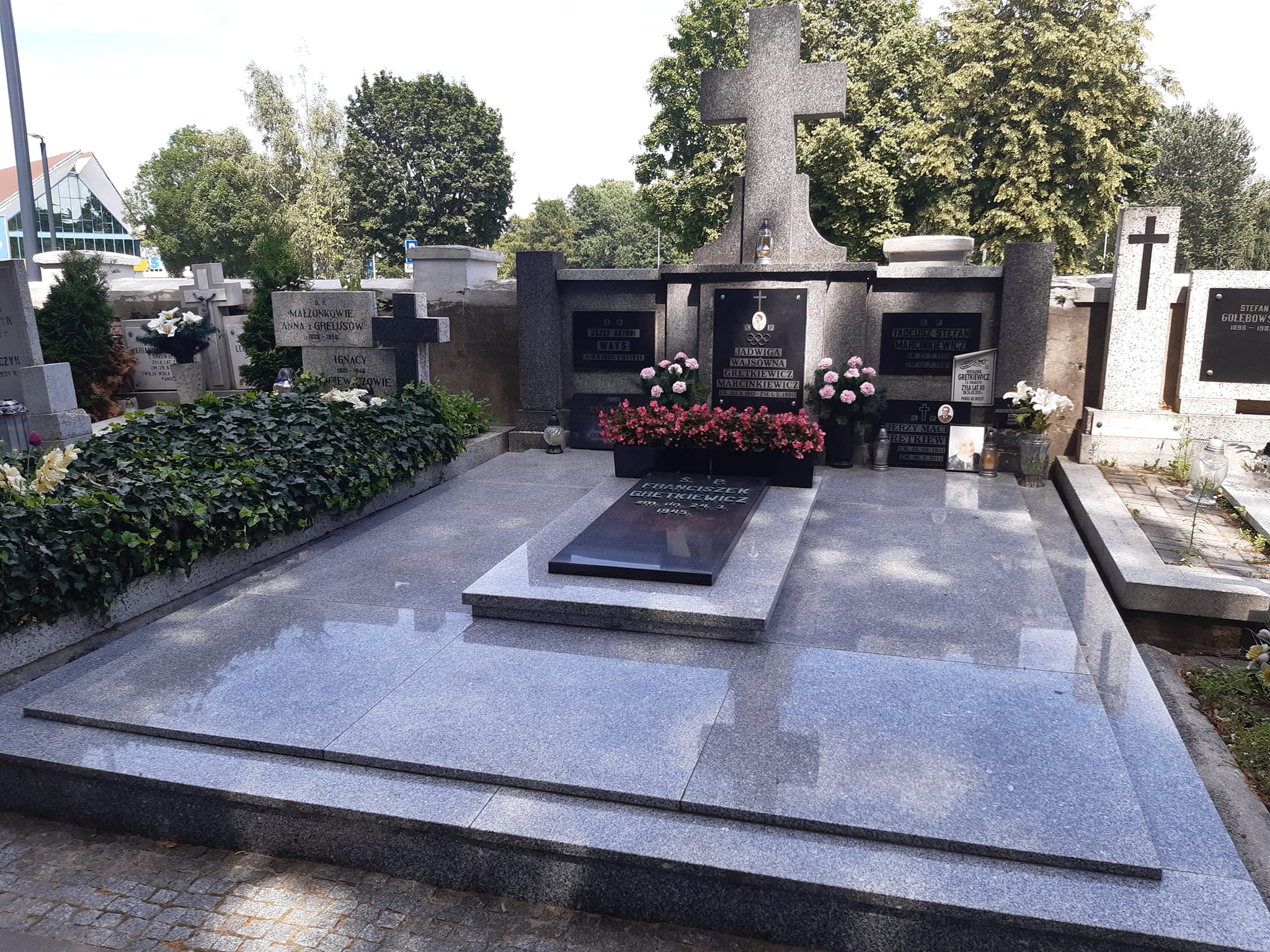
Grób Jadwigi Wajs na Cmentarzu Starym w Pabianicach

Urodziła się 30 stycznia 1912 w Pabianicach jako córka Artura i Pauliny Janowskiej. Jej rodzina wywodziła się z Westfalii. Wszyscy jej bracia (Ludomir /Ludwik/, Eugeniusz /Eligiusz/, Józef, Zygmunt i Stanisław) byli związani z Sekcją Młodych Stronnictwa Narodowego.  
Treningi w oddziale Polskiego Towarzystwa Gimnastycznego „Sokół” w Pabianicach rozpoczęła w wieku 8 lat. W wieku kilkunastu lat również zapisała się do sekcji młodych Stronnictwa Narodowego. W szóstą rocznicę powstania Obozu Wielkiej Polski uroczyście udekorowano ją w Łodzi Mieczykiem Chrobrego (8 grudnia 1932). W 1934 odniosła zwycięstwa w zawodach lekkoatletycznych w Brukseli i Londynie. W tym samym roku po raz pierwszy otrzymała Wielką Honorową Nagrodę Sportową. Jej brat Ludomir Wajs został 11 lipca 1934 osadzony w obozie w Berezie Kartuskiej. Został zwolniony po trzech miesiącach pobytu. Z tego powodu Wajsówna rozważała zrezygnowanie z udziału w meczu lekkoatletycznym Polska-Japonia. Trzykrotnie reprezentowała Polskę w tej konkurencji na igrzyskach olimpijskich, zawsze zajmując miejsce w ścisłej czołówce. W Los Angeles 1932 zdobyła brązowy medal wynikiem 38,74 m. Na następnych igrzyskach w Berlinie 1936 została srebrną medalistką z wynikiem 46,22 m – tym rezultatem poprawiła własny rekord Polski, który został pobity dopiero 20 lat później. Po igrzyskach po raz drugi została uhonorowana Wielką Honorową Nagrodą Sportową. Uzyskała także kwalifikację olimpijską w gimnastyce, jednak z powodu kolizji terminów zawodów z rzutem dyskiem nie wystąpiła w tej konkurencji . 7 stycznia 1938 w Pabianicach wyszła za mąż za automobilistę Franciszka Grętkiewicza (zmarł w 1945, miała z nim synów: Andrzeja Jerzego i Macieja). W styczniu 1939 wyprowadziła się do Łodzi. W maju tego samego roku złożyła ślubowanie przed igrzyskami olimpijskimi w Helsinkach. 
Podczas wojny wyjechała z Warszawy. Utrzymywała kontakty z Marią Kwaśniewską i Eugeniuszem Lokajskim. W 1943 roku została aresztowana przez Gestapo i podczas przesłuchań straciła zęby. Podczas powstania warszawskiego kopała rowy i budowała umocnienia. Po kapitulacji przedostała się do Bochni, gdzie pracowała w piekarni. Pod koniec wojny zamieszkała w Łodzi, a następnie wróciła do Pabianic. Po zakończeniu wojny powróciła do uprawiania sportu. Została zawodniczką Dziewiarskiego Klubu Sportowego. W sierpniu 1946 w Oslo została brązową medalistką Mistrzostw Europy w Oslo (1946). Na tych samych zawodach zajęła 4. miejsce w pchnięciu kulą (11,50). 14 sierpnia 1947 w Pabianicach po raz drugi wyszła za mąż za Tadeusza Stefana Marcinkiewicza. Podczas Igrzysk olimpijskich w Londynie 1948 zajęła 4. miejsce (39,30 m). W 1949 została trenerką w Łódzkim Klubie Sportowym. Jednocześnie reprezentowała jego barwy do 1958 roku. Po zakończeniu kariery zawodniczej pracowała w Pabianicach w Towarzystwie Przyjaciół Dzieci i Kole Dzieci Specjalnej Troski  oraz Polskim Komitecie Olimpijskim .
Zwyciężyła w rzucie dyskiem podczas IV Światowych Igrzysk Kobiet w 1934 w Londynie (43,795). 
Zdobyła wiele tytułów mistrzyni Polski:
- rzut dyskiem: 1932, 1933, 1934, 1935, 1936, 1937, 1945, 1946, 1947, 1948
- pchnięcie kulą: 1934, 1935, 1936, 1937, 1945, 1947
- skok wzwyż: 1933, 1935, 1936
- skok w dal z miejsca: 1936, 1937.

Sześć razy była wicemistrzynią Polski:
- rzut dyskiem: 1931
- pchnięcie kulą: 1932, 1933
- skok wzwyż: 1932, 1934, 1937

Jako pierwsza kobieta na świecie rzuciła dyskiem ponad 40 m. Ośmiokrotnie biła rekord świata w latach 1932–1934. Dziesięciokrotnie była rekordzistką Polski w rzucie dyskiem oraz trzy razy w pchnięciu kulą.
Rekordy życiowe:
- rzut dyskiem – 46,22
- pchnięcie kulą – 12,24
- skok wzwyż – 1,48
- skok w dal z miejsca – 2,39

Kilkakrotnie była klasyfikowana w pierwszej dziesiątce Plebiscytu Przeglądu Sportowego na najlepszych sportowców Polski: 3. miejsce w 1932, 2. miejsce w 1933 i 1934, 4. miejsce w 1936 i 3. miejsce 1948. Laureatka Wielkiej Honorowej Nagrody Sportowej (1934 i 1936). W 1936 otrzymała Honorowe obywatelstwo Pabianic . Na jej cześć została nazwana jedna z ulic w Pabianicach na osiedlu Bugaj.

## Ordery i odznaczenia
- Srebrny Krzyż Zasługi (dwukrotnie: 9 listopada 1932[19], 19 marca 1937[20])